# Nikolaj Kirov
Nikolaj Ivanavitj Kirov (belarusiska: Мікалай Іванавіч Кіраў) - Mykalaj Ivanavitj Kiraw, född den 22 november 1957, är en vitrysk före detta friidrottare som tävlade i medeldistanslöpning för Sovjetunionen under 1980-talet. 
Kirovs främsta merit är det olympiska bronset på 800 meter från olympiska sommarspelen 1980. Han deltog även på den längre distansen 1 500 meter vid EM 1982 i Aten där han blev silvermedaljör.

## Personliga rekord
- 800 meter - 1.45,94 från 1980